# Urie Bronfenbrenner
Urie Bronfenbrenner, född 29 april 1917 i Moskva, död 25 september 2005 i Ithaca, New York, var en amerikansk utvecklingspsykolog. I boken The Ecology of Human Development: Experiments by Nature and Design från 1979 presenterade Bronfenbrenner en teori om människans utveckling med grund i humanekologin. Han var också delaktig i grundandet av programmet Head Start under USA:s hälso- och socialdepartement.